# United States (schip, 1952)
De SS United States (ook bekend als "The Big U") is een Amerikaanse oceaanlijner gebouwd in 1952 voor de United States Lines. De United States is de grootste oceaanliner die geheel in de Verenigde Staten gebouwd is en is de snelste oceaanlijner ter wereld. Het schip draagt dan ook de blauwe wimpel.
Het schip bleef tot 1969 in gebruik; hierna moest het gerestaureerd worden.

## Constructie
De United States is geïnspireerd door de diensten van de Britse liners Queen Mary en Queen Elizabeth, die tijdens de Tweede Wereldoorlog vele Amerikaanse militairen naar Europa brachten. De Amerikaanse overheid besloot de bouw van een groot en snel schip dat honderden militairen kon vervoeren te sponsoren.
Het schip werd ontworpen door de Amerikaanse marinearchitect en monteur William Francis Gibbs. De bouw van het schip werd gedaan door de United States Navy en United States Lines. De overheid stelde 50 miljoen dollar beschikbaar voor de bouw, en de rederij betaalde de overige 28 miljoen dollar. In ruil hiervoor werd het schip zo gemaakt dat het in tijden van oorlog gemakkelijk kon worden veranderd van een passagiersschip in een troepentransportschip of hospitaalschip.
Het schip werd van 1950 tot 1952 gebouwd door de Newport News Shipbuilding and Drydock Company in Newport News, Virginia. Omdat tijdens de Tweede Wereldoorlog Amerikaanse vliegdekschepen gemakkelijk vlam vatten door hun houten vluchtdek, gebruikten de ontwerpers van de United States geen hout in het frame, de accessoires en de decoratie. Ook binnen was niets van hout gemaakt. Al het meubilair werd gemaakt van glas, metaal en glasvezel om er zeker van te zijn dat het schip voldeed aan de brandveiligheidseisen van de marine. Zelfs de klerenhangers in de luxe cabines waren van aluminium. De enige houten onderdelen van het schip waren de bilge kiel, het hakblok in de kombuis, het stuurwiel en de piano in de grote salon.
De constructie van het schip betekende het grootste gebruik van aluminium in een project.

## Dienst
De United States maakte haar eerste reis op 4 juli 1952, waarbij het schip het trans-Atlantische snelheidsrecord van de Queen Mary verbrak. Het schip voltooide de reis van de haven van New York naar Bishop Rock in Cornwall in 3 dagen, 10 uur en 40 minuten met een gemiddelde snelheid van 35,59 knopen. Op de terugreis deed het schip hier 3 dagen, 12 uur en 12 minuten over. Dit leverde het schip de blauwe wimpel op.
Gedurende zeventien jaar bleef de United States in de vaart. Enkele kapiteins in die zeventien jaar waren Harry Manning, John Anderson en Leroy J. Alexanderson. Het schip was zeer populair bij passagiers.

## Recente geschiedenis
Na in 1969 uit de vaart te zijn genomen is de United States meerdere malen overgenomen door verschillende bedrijven. In 1978 werd het schip verkocht aan een bedrijf dat interesse had om het schip te restaureren. Dit plan ging niet door en het schip werd door MARAD bij opbod verkocht. In 1984 werd het interieur van het schip verkocht op een veiling in Norfolk (Virginia). Sommige meubelstukken van het schip staan in Windmill Point, een restaurant in Nags Head, NC.
De United States zelf werd naar Oost-Europa gebracht om het asbest dat in het schip was verwerkt te laten verwijderen. Er werd echter geen overeenkomst gesloten over de restauratie van het schip en daarom werd het naar een haven in Zuid-Philadelphia gebracht. Anno 2014 lag de United States nog altijd in Philadelphia.
In 2003 kocht Norwegian Cruise Line (NCL) het schip met de intenties om het geheel te restaureren en er weer een passagiersschip van te maken. In mei 2006 maakte Tan Sri Lim Kok Thay, voorzitter van Star Cruises (dat ook NCL bezit) bekend dat de United States het volgende project van het bedrijf zou zijn. In mei 2007 maakte NCL bekend dat ze het schip grondig hadden onderzocht om te bepalen of het nog in goede staat verkeerde.

## Gered
Dankzij fondsenwerving, waaronder een genereuze gift van Gerry Lenfest, kon de SS United States Conservancy in februari 2011 de United States uiteindelijk verwerven van de Norwegian Cruise Line nadat in juli 2010 al een voorlopige overeenkomst was gesloten. Het schip is echter nog niet definitief gered want ook voor de restauratie moeten fondsen worden geworven. Na restauratie zou de United States geschikt worden gemaakt voor meerdere doeleinden, maar wel permanent binnen liggen, wellicht in Philadelphia.

## Het einde
In januari 2024 bleek dat de huur voor de ligplaats aan pier 82 de afgelopen jaren flink was verhoogd en de SS United States Conservancy dit niet meer kon opbrengen. Op 14 juni 2024 bepaalde de rechter dat de eigenaar van de pier, Penn Warehousing, de huur mocht opzeggen en de conservancy 90 dagen de tijd kreeg om de SS United States weg te halen.
Op 30 augustus meldde het bestuur van Okaloosa county (florida) zich om het schip over nemen en voor de kust in de Golf van Mexico te laten zinken als kunstmatig rif om zo natuurwaarden te verhogen en een attractie voor duikers te creëren.
Het schip zal eerst naar Mobile worden overgebracht om daar ontdaan te worden van alle vervuilende stoffen en vervolgens tot zinken worden gebracht.
Na op 15 en 16 februari van pier 82 naar pier 80 verhaald te zijn, vertrok de SS United States op 19 februari 2025 uit Philadelpia.

## In fictie
De United States heeft een grote rol in de roman Flood Tide van Clive Cussler.

## Referentie
- (en)  The Mission of the S.S. United States Foundation